# Grupo Marsans
Die Grupo Marsans war eine spanische Touristik- und Luftfahrt-Gesellschaft. Sie gehörte dem spanischen Unternehmer Gerardo Díaz Ferrán, dem ehemaligen Besitzer der Spanair, Air Comet und Viajes Marsans. Er ist wegen  Verschleierung von Vermögenswerten und Geldwäsche am 3. Dezember 2012 verhaftet worden.
Die Gesellschaft wurde 1908 in Barcelona gegründet. Sie war aktiv in Spanien, Portugal, Frankreich, Italien, Brasilien, Mexiko, Venezuela, Argentinien und hatte über 12.000 Beschäftigte. Die Gruppe bot Flüge, Hotels und Urlaubsreisen an. Am 20. April 2010 entzog die IATA (International Air Transport Association) "Viajes Marsans" die Lizenz zum Verkauf von Flugtickets. Die 3.500 Mitarbeiter von "Viajes Marsans" erhielten März und April 2010 kein Gehalt.
Die Wochenzeitung Die Zeit skizzierte am 5. Mai 2010 die Situation so:
Gerardo Díaz Ferrán hat mehrere Unternehmen, darunter die spanische Airline Air Comet, vor die Wand gefahren. Aus der Firmenkasse seiner Reisegesellschaft Viajes Marsans entnahm er 238 Millionen Euro. Wohin das Geld geflossen ist, weiß niemand. Der deutschen Fondsgesellschaft Union Investment schuldet Marsans vier Millionen Euro Miete und seinen 3500 Mitarbeitern das Gehalt der vergangenen zwei Monate. In jedem anderen demokratischen Land stünde er unter Betrugsverdacht. Nicht jedoch in Spanien: Der 67-Jährige ist sogar Chef des spanischen Arbeitgeberverbandes CEOE. Wirtschaftsministerin Elena Salgado hält dem Unternehmer ebenfalls weiter die Stange.
Die Zeitung Handelsblatt schrieb dazu am 2. Mai 2010 in einer Kolumne:
Der spanische Arbeitgeberpräsident schaut zu, wie seine eigenen Unternehmen auf die Pleite zurutschen. Das stört ihn aber nicht weiter in seinem Amt.

## Fluggesellschaften
Die Grupo Marsans hielt Anteile an folgenden Fluggesellschaften:
- Air Comet (seit dem 25. Dezember 2009 in Insolvenz) und Air Comet Chile
- Aerolíneas Argentinas  und Austral

Im Jahr 2008 wurde Marsans zum Verkauf an die Republik Argentinien gedrängt.
- Pullmantur Air
- Spanair

Im Jahre 2007 wurden 95 Prozent an die skandinavische SAS Group verkauft.

## Airbus Bestellungen
Die Grupo Marsans hat im Dezember 2006 bereits 17 Airbus A330-200 bestellt. Anfang November 2008 wurden weitere vier A380, zehn A350-900, fünf A330-200 sowie 42 Single-Aisle-Jets der A320-Familie (12 A319, 25 A320 und 5 A321) mit einem Auftragsvolumen von 6,5 Mrd. US-Dollar bzw. 5,13 Mrd. Euro bestellt.

## Hotels
Zur Grupo Marsans gehört auch die Days Inn Hotelkette mit mehreren Hotels auf den Balearen, Kanarische Inseln, Kuba, Mexiko und der Dominikanischen Republik.

## Busgesellschaften
- Travel Bus SA
- TRAPSA